# Turrillia lutea
Turrillia lutea är en tvåhjärtbladig växtart som först beskrevs av André Guillaumin, och fick sitt nu gällande namn av Albert Charles Smith. Turrillia lutea ingår i släktet Turrillia och familjen Proteaceae. Inga underarter finns listade i Catalogue of Life.